# Liste der Stolpersteine in Salzburg-Mülln
Die Liste der Stolpersteine in Salzburg-Mülln enthält die Stolpersteine des Salzburger Stadtteils Mülln, der links der Salzach liegt, nördlich des historischen Zentrums. Die Stolpersteine erinnern an Mernschen aus verschiedenen Opfergruppen – an Juden, Euthanasieopfer, Racheopfer, Roma und Sinti sowie an eine Vertreterin des christlichen Widerstands.

## Verlegte Stolpersteine
Im Salzburger Stadtteil Mülln wurden bisher elf Stolpersteine an sechs Adressen verlegt.
| Stolperstein | Inschrift | Verlegeort               | Name, Leben                       |
| ------------ | --- | ------------------------ | --------------------------------- |
|              | HIER WOHNTE PAULINE GASSNER JG. 1916 DEPORTIERT 18.4.1941 SCHLOSS HARTHEIM ERMORDET 1941                                             | Müllner Hauptstraße 13 · | Pauline Gassner (1916–1941)       |
|              | HIER WOHNTE BERNHARD GOLD JG. 1897 DEPORTIERT 5.10.1942 MALY TROSTINEC ERMORDET 9.10.1942                                            | Müllner Hauptstraße 25 · | Bernhard Gold (1897–1942)         |
|              | HERMINE GRAUPNER JG. 1908 TERROR-OPFER DER ILLEGALEN NSDAP TOT 12.7.1934 SALZBURG                                                    | Müllner Hauptstraße 8 ·  | Hermine Graupner (1908–1934)      |
|              | HIER WOHNTE ANNA BERTHA KÖNIGSEGG JG. 1883 IM CHRISTLICHEN WIDERSTAND VERHAFTET APRIL 1941 ENTLASSEN AUG. 1941 AUS SALZBURG VERBANNT | Salzachgässchen 3 ·      | Anna Bertha Königsegg (1883–1948) |
|              | HIER WOHNTE ENGELBERT MAIER JG. 1910 DEPORTIERT 17.4.1941 SCHLOSS HARTHEIM ERMORDET 1941                                             | Müllner Hauptstraße 6    | Engelbert Maier (1910–1941)       |
|              | HIER WOHNTE ANNA PANGERL JG. 1939 DEPORTIERT 21.6.1941 ′HEILANSTALT′ AM SPIEGELSGRUND ERMORDET 5.9.1941                              | Bärengässchen 6 ·        | Anna Pangerl (1939–1941)          |
|              | HIER WOHNTE IDA PETERMANN JG. 1939 SINTIZA DEPORTIERT 14.1.1944 AUSCHWITZ ERMORDET                                                   | Bärengässchen 6 ·        | Ida Petermann (1939–1944/45)      |
|              | HIER WOHNTE MARIA SCHIEMER JG. 1887 DEPORTIERT 16.4.1941 ′SCHLOSS HARTHEIM′ ERMORDET 1941                                            | Müllner Hauptstraße 25 · | Maria Schiemer (1887–1941)        |
|              | HIER WOHNTE JOSEFA SÖLVA JG. 1908 DEPORTIERT 21.5.1941 ′SCHLOSS HARTHEIM′ ERMORDET 1941                                              | Salzachgässchen 3 ·      | Josefa Sölva (1908–1941)          |
|              | HIER WOHNTE REGINA TUREK JG. 1940 DEPORTIERT 13.3.1942 ′HEILANSTALT′ AM SPIEGELSGRUND ERMORDET 26.3.1942                             | Bärengässchen 6 ·        | Regina Turek (1940–1942)          |
|              | HIER WOHNTE AUGUSTE VOLKMANN GEB. TENGLER JG. 1899 DEPORTIERT 21.5.1941 SCHLOSS HARTHEIM ERMORDET 1941                               | Müllner Hauptstraße 25 · | Auguste Volkmann (1899–1941)      |

## Verlegedaten
Die Stolpersteine in diesem Stadtteil wurden an folgenden Tagen verlegt:
- 6. Juli 2011: Bärengässchen 6, Müllner Hauptstraße 25, Salzachgässchen 3 (Josefa Sölva)
- 13. Juli 2015: Müllner Hauptstraße 2, 8 und 13
- 25. September 2018: Salzachgässchen 3 (Anna Bertha Königsegg)
- 13. September 2023: Müllner Hauptstraße 6